# Bündnis 90/Die Grünen Sachsen-Anhalt

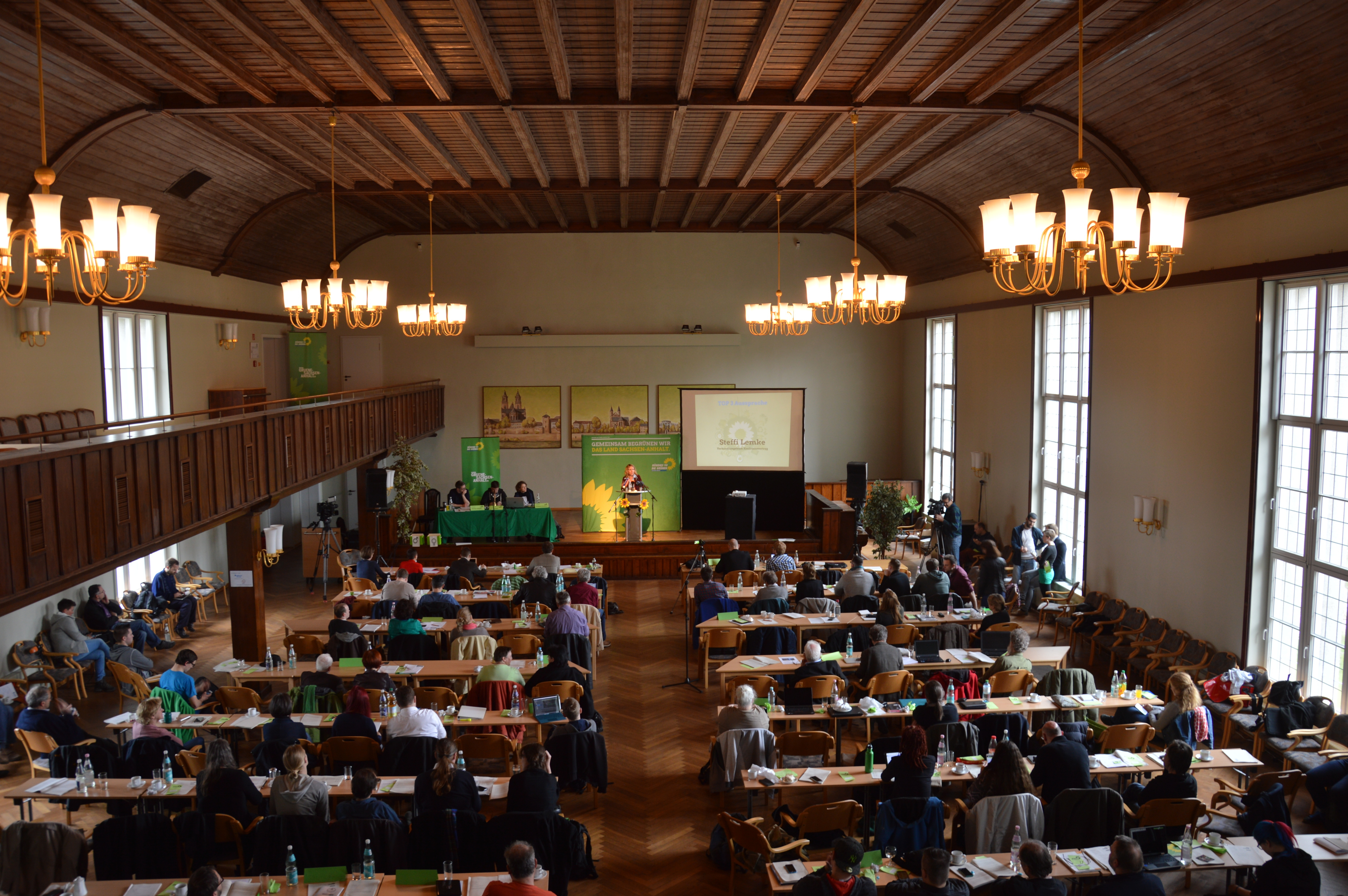
Landesparteitag im Jahr 2016

Bündnis 90/Die Grünen Sachsen-Anhalt ist einer der Landesverbände der Partei Bündnis 90/Die Grünen. Er hatte im Januar 2025 rund 1500 Mitglieder. Gleichberechtigte Vorsitzende sind Susan Sziborra-Seidlitz und Dennis Helmich.

## Geschichte
Nach Auseinandersetzungen zwischen dem SED-Regime und der DDR-Opposition, der Öffnung der ungarisch-österreichischen Grenze und dem Aufdecken der Kommunalwahlergebnisfälschung spitzte sich die innenpolitische Lage in den Bezirken Magdeburg und Halle (Saale) zu. Bürgerrechtsbewegungen gewannen im heutigen Sachsen-Anhalt immer mehr an Bedeutung, so gründeten sich Demokratie Jetzt, das Neue Forum, die Vereinigte Linke, die Grüne Liga und der Unabhängiger Frauenverband. Zudem existierte seit 1986 die Initiative Frieden und Menschenrechte. Die Grüne Partei in der DDR wurde am 24. November 1989 gegründet.
Durch die Bildung einer Listenverbindung Grüne Liste / Neues Forum (GL/NF) zwischen den Grünen und den Bürgerbewegungen wurde die Fünf-Prozent-Hürde bei der Landtagswahl am 14. Oktober 1990 überwunden.
Der Landesverband Sachsen-Anhalt der Grünen Partei wurde auf dem 1. Landesparteitag in Quedlinburg vom 24. bis 26. August 1990 gegründet. Etwa 60 Delegierte der beiden Bezirksverbände Halle und Magdeburg der Grünen Partei der DDR bildeten den neuen Verband. Die Bürgerrechtsbewegungen hatten unabhängig hiervon jeweils weiter ihre eigenen Landesverbände.
Am Tag nach der ersten gesamtdeutschen Bundestagswahl 1990 schlossen sich die zu diesem Zeitpunkt voneinander unabhängigen Landesverbände der grünen Partei der ehemaligen DDR (außer Sachsen) und der Bundesrepublik zusammen. 1991 vereinigten sich Demokratie Jetzt, die Initiative für Frieden und Menschenrechte sowie der größte Teil des Neuen Forums zur Partei Bündnis 90. Es wurde auch in Sachsen-Anhalt ein Landesverband gegründet.
Nach einer Urabstimmung über einen Assoziationsvertrag zwischen den Grünen und Bündnis 90 im April 1993 fand vom 26.–27. Juni eine Landesdelegiertenkonferenz Bündnis 90/Die Grünen in Wernigerode statt. Ein gemeinsamer Landesverband mit Vorstand und Satzung wurde gebildet.
Nach der Landtagswahl 1994 bildeten Bündnis 90/Die Grünen und die SPD mit dem Kabinett Höppner I die erste von der PDS tolerierte Minderheitsregierung in Deutschland. Diese Form der Zusammenarbeit mit der PDS wurde dadurch als Magdeburger Modell bekannt.

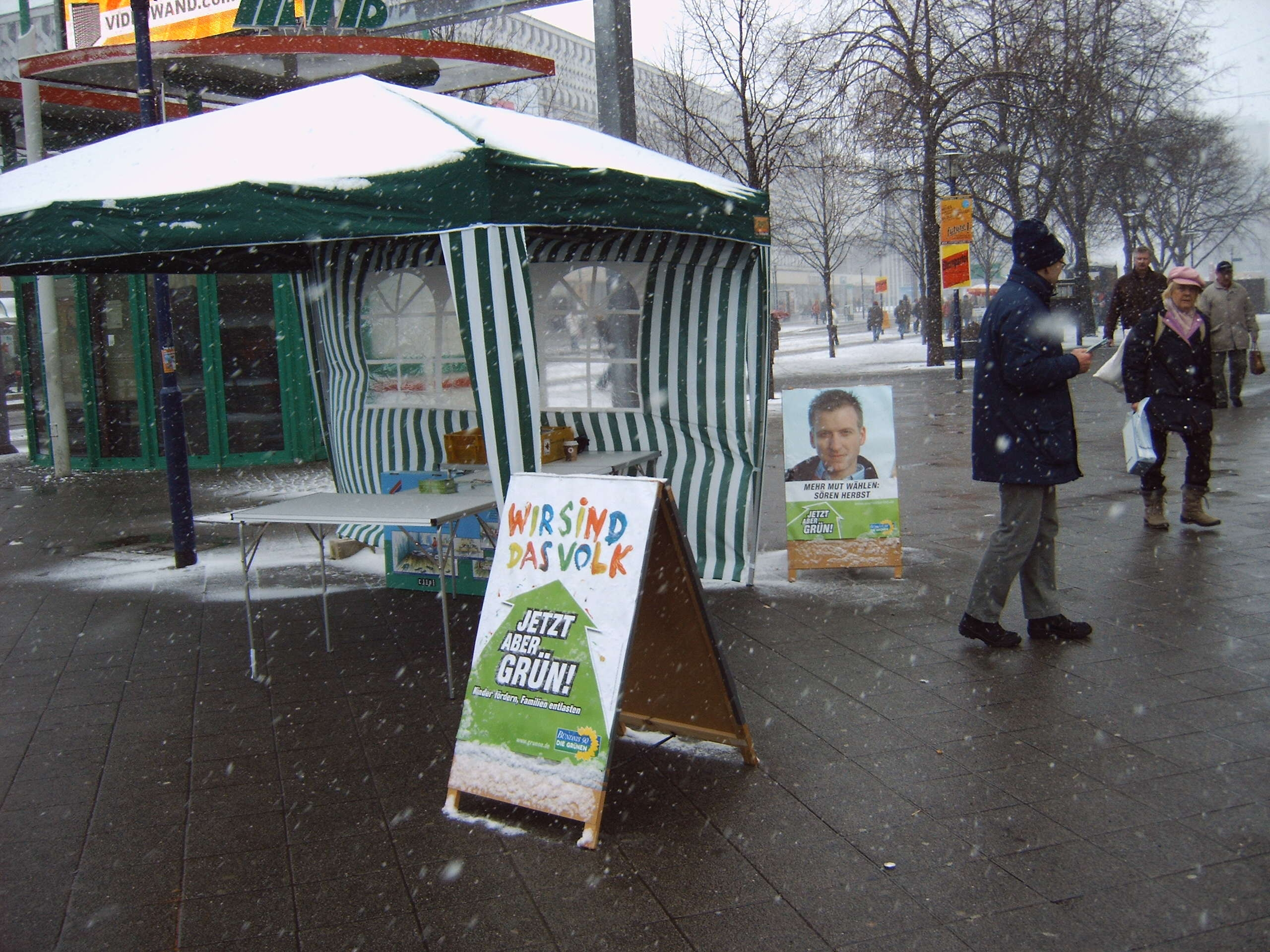
Wahlkampfstand in Magdeburg zur Landtagswahl 2006

Zur Landtagswahl am 16. April 1998 konnten Bündnis 90/Die Grünen mit 3,2 Prozent der Stimmen nicht mehr in den Landtag einziehen. Auch bei den Landtagswahlen am 21. April 2002 und am 26. März 2006 verfehlte der Landesverband mit 2,1 und 3,6 Prozent jeweils den Einzug in den Landtag.
Zur Landtagswahl in Sachsen-Anhalt 2011 hatte der Landesverband Claudia Dalbert als Spitzenkandidatin aufgestellt und zog mit 7,1 % wieder in den Landtag ein, in dem sie als Oppositionspartei vertreten war. Es konnten neun Sitze erreicht werden, die von Claudia Dalbert, Christoph Erdmenger, Cornelia Lüddemann, Sebastian Striegel, Dorothea Frederking, Sören Herbst, Verena Wicke-Scheil, Dietmar Weihrich und Franziska Latta eingenommen wurden.
Bei der Landtagswahl 2016 erhielt die Partei 5,2 % der Stimmen und zog mit 5 Abgeordneten in den Landtag ein. Gemeinsam mit CDU und SPD ist sie an der Landesregierung beteiligt und stellt Claudia Dalbert als Ministerin für Umwelt, Landwirtschaft und Energie.
Bei der Landtagswahl 2021 hat die Partei 0,7 % der Stimmen hinzugewonnen und 6 Mandate im Landtag erreicht. Eine erneute Kenia-Koalition aus CDU, SPD und Grünen schloss die Partei aus, da diese Dreier-Konstellation nach dem Wahlergebnis für eine Mehrheit im Landtag nicht mehr erforderlich war, betont aber Offenheit für andere Koalitionsmöglichkeiten, insbesondere für eine Jamaika-Koalition aus CDU, FDP und Grünen, die rechnerisch auf die Stimmen der Grünen angewiesen wäre.
Im Umfeld des Wahlkampfes zur Bundestagswahl 2025 kam es von November 2024 bis Januar 2025 zu einem sprunghaften Anstieg der Mitgliederzahlen um 13 % auf 1500 Mitglieder.

## Struktur

### Organisation
Der Landesverband organisiert sich in 13 Kreisverbänden (aufgrund der Verbindung der Kreisverbände Altmarkkreis Salzwedel und Stendal), die in den Städten Magdeburg, Dessau-Roßlau und Halle (Saale) als Stadtverbände auftreten. Hinzu kommen vereinzelt Regionalgruppen. Der Landesvorstand bildet die politische Spitze des Landesverbandes, welcher meist doppelt durch eine Frau und einen Mann besetzt ist und alle zwei Jahre neu gewählt wird.

## Mitgliederentwicklung
| 769 | 1.050 | 1.114 | 1.317 | 1.400 | 1.500 |

## Personen

### Parteivorsitzende
| Vorsitzende                                           | Zeitraum  |
| ----------------------------------------------------- | --------- |
| Beate Thomann und Gerhard Ruden                       | 1993–1994 |
| Ilona Pruß und Norbert Doktor                         | 1995–1996 |
| Undine Kurth und Ernst-Helmut Nahr                    | 1996–1998 |
| Undine Kurth und Eduard Stapel                        | 1998–2000 |
| Inés Brock und Thomas Bichler                         | 2000–2002 |
| Inés Brock und Ralf-Peter Weber                       | 2002–2006 |
| Undine Kurth und Christoph Erdmenger                  | 2006–2008 |
| Claudia Dalbert und Christoph Erdmenger               | 2008–2010 |
| Cornelia Lüddemann und Sebastian Lüdecke              | 2011–2012 |
| Cornelia Lüddemann und Sebastian Lüdecke              | 2012–2014 |
| Cornelia Lüddemann und Sebastian Lüdecke              | 2014–2016 |
| Susan Sziborra-Seidlitz und Christian Franke-Langmach | 2016–2018 |
| Susan Sziborra-Seidlitz und Britta-Heide Garben       | 2018–2019 |
| Susan Sziborra Seidlitz und Sebastian Striegel        | 2019–2021 |
| Madeleine Linke und Dennis Helmich                    | 2021–2025 |
| Susan Sziborra-Seidlitz und Dennis Helmich            | seit 2025 |

### Fraktionsvorsitzende
- Hans-Jochen Tschiche (1990–1998)
- Claudia Dalbert (2011–2016)
- Cornelia Lüddemann (seit 2016)[9]

## Wahlergebnisse

### Landtagswahlen
| Ergebnisse der Landtagswahlen | Ergebnisse der Landtagswahlen | Ergebnisse der Landtagswahlen | Ergebnisse der Landtagswahlen |
| Jahr                          | Stimmen                       | Sitze                         |                               |
| ----------------------------- | ----------------------------- | ----------------------------- | ----------------------------- |
| 1990                          | 5,3 %                         | 5                             |                               |
| 1994                          | 5,1 %                         | 5                             |                               |
| 1998                          | 3,2 %                         | 0                             |                               |
| 2002                          | 2,0 %                         | 0                             |                               |
| 2006                          | 3,6 %                         | 0                             |                               |
| 2011                          | 7,1 %                         | 9                             |                               |
| 2016                          | 5,2 %                         | 5                             |                               |
| 2021                          | 5,9 %                         | 6                             |                               |

### Bundestagswahlen
| Ergebnisse der Bundestagswahlen | Ergebnisse der Bundestagswahlen | Ergebnisse der Bundestagswahlen | Ergebnisse der Bundestagswahlen | Ergebnisse der Bundestagswahlen      |
| Jahr                            | Erststimmen in %                | Zweitstimmen in %               | Mandate (davon Direktmandate)   | Abgeordnete (davon mit Direktmandat) |
| ------------------------------- | ------------------------------- | ------------------------------- | ------------------------------- | ------------------------------------ |
| 1990                            | 6,6                             | 5,3                             | 1 (–)                           | Ingrid Köppe                         |
| 1994                            | 3,8                             | 3,6                             | 1 (–)                           | Steffi Lemke                         |
| 1998                            | 2,6                             | 3,3                             | 1 (–)                           | Steffi Lemke                         |
| 2002                            | 2,6                             | 3,4                             | 1 (–)                           | Undine Kurth                         |
| 2005                            | 2,7                             | 4,1                             | 1 (–)                           | Undine Kurth                         |
| 2009                            | 4,6                             | 5,1                             | 1 (–)                           | Undine Kurth                         |
| 2013                            | 3,3                             | 4,0                             | 1 (–)                           | Steffi Lemke                         |
| 2017                            | 3,1                             | 3,7                             | 1 (–)                           | Steffi Lemke                         |
| 2021                            | 5,4                             | 6,5                             | 1 (–)                           | Steffi Lemke                         |